# Tubería preaislada

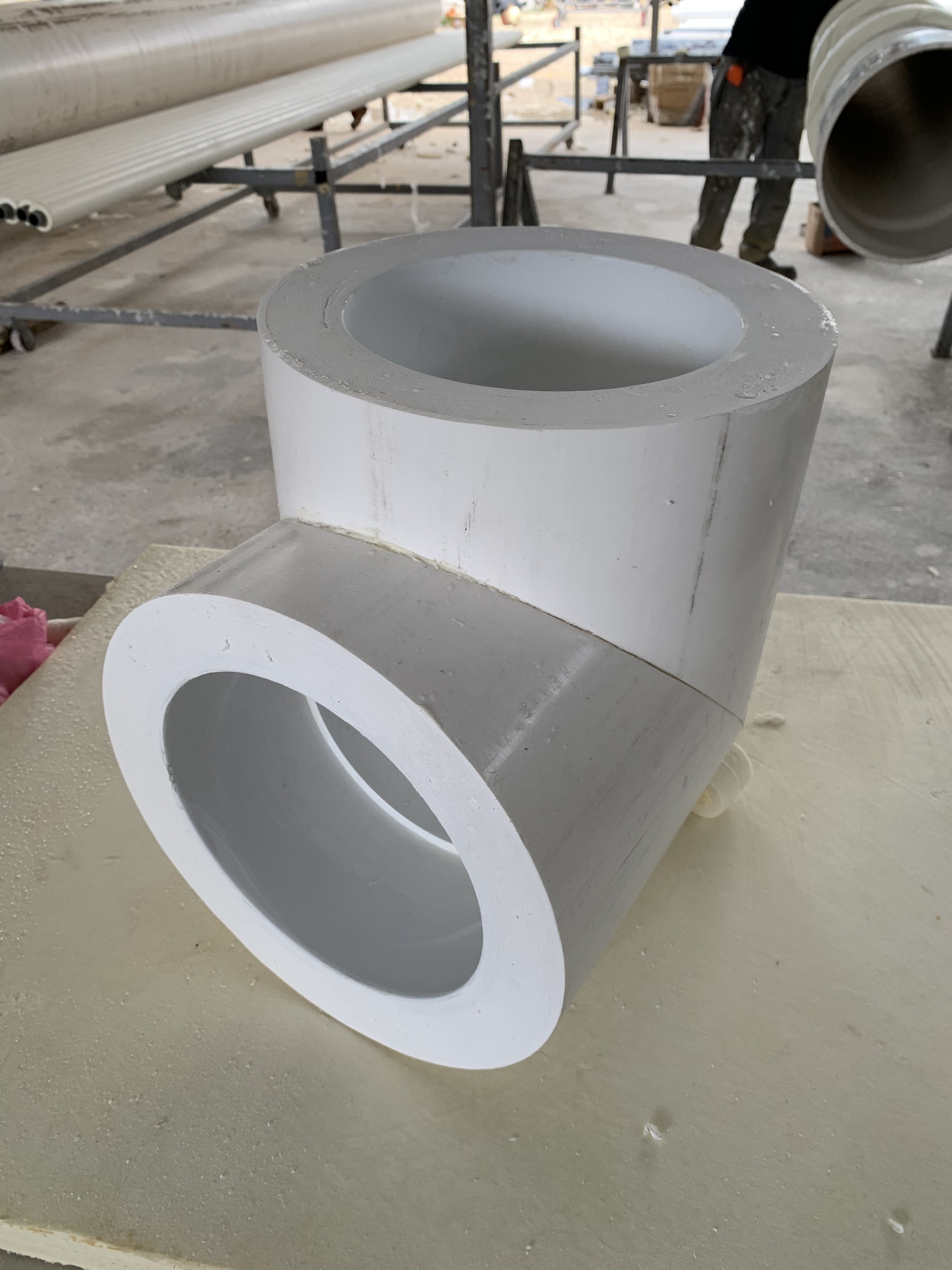
Tubería PreAislada

La Tubería Preaislada (INCOTHERM) es un producto que se crea con la inyección de Aislante Térmico (Espuma de Poliuretano) al tubo de PVC, CPVC, CTS, PEX, Polipropileno y cualquier tipo de tubería que se utilice para la conducción de agua Fría y Caliente.

## Componentes
- Tubería - Habitualmente es de pvc, acero y cobre, acero inoxidable o cobre.
- Aislamiento Térmico - Poliuretano el cual Disminuye las pérdidas de calor gracias a su baja conductividad térmica. El material principal es el poliuretano.
- Capa de protección - PVC Es la última capa. Se emplea un tubo de PVC para proteger el aislamiento de los posibles daños que puedan producirse durante la instalación del sistema.

## Accesorios
- Conexiones - Pueden ser con Codo, Tee, Yee, Válvulas
- End Cap o terminación - Es el final de un colector o ramal
- Codo - Fuerza el cambio de dirección del fluido

- Datos: Q10982171